# هاري هربرت ميلر
هاري هربرت ميلر (بالإنجليزية: Harry Herbert Miller)‏ هو عسكري أمريكي، ولد في 4 مايو 1879 في Noel Shore, Nova Scotia ‏ في كندا، وتوفي في 12 مارس 1968 في كوستاريكا.